# Pase reglamentado
El pase reglamentado, es el mecanismo mediante el cual la UNAM otorga a los jóvenes sin necesidad de presentar examen de admisión conforme a su desempeño en la educación media superior. Los primeros lugares son asignados a los alumnos que terminaron el ciclo de bachillerato UNAM en un máximo de 3 años y que poseen un promedio mínimo de 9.0, según su preferencia. Los lugares restantes se reparten comenzando por egresados de ENP y CCH con promedio mínimo de 7.0 y que concluyeron su bachillerato en un máximo de 4 años de acuerdo al cupo disponible, a su vez, se procesa el puntaje que obtuvieron los alumnos que presentaron examen tomando como referencia el número de aciertos mínimos que se fijan para cada carrera.
La UNAM es la única institución de educación superior en México que actualmente cuenta con este sistema de selección. De acuerdo a los datos presentados en la publicación “Perfil de estudiantes asignados a licenciatura de la UNAM” 2013-2014, 61% de los estudiantes asignados a nivel licenciatura en la UNAM ingresaron por medio del pase reglamentado.

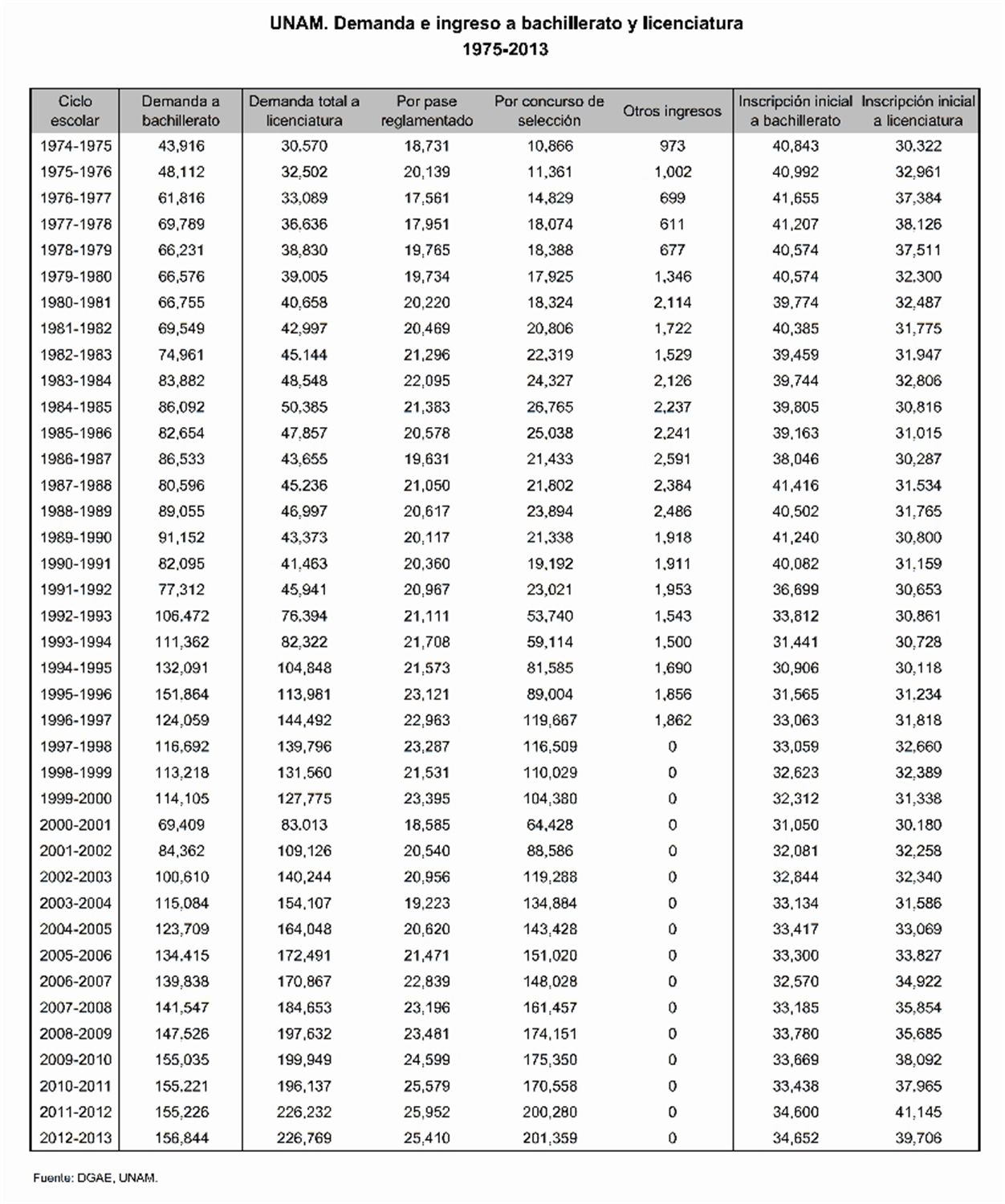
Oferta y Demanda de ingreso a la UNAM de 1975 al 2013.

El pase reglamentado fue eliminado en 1962, aunque posteriormente fue establecido en 1966 después de una huelga que trajo como consecuencia la renuncia del rector.
Intentó reformarse en 1986 pero una nueva huelga lo impidió hasta que en 1997 se reformó para tener la forma que conserva en la actualidad.

## Alcances
La UNAM con base en el artículo 8, 9 y 10 del Reglamento General de Inscripciones tiene 3 formas de seleccionar a quienes formarán parte de ella en calidad de alumnos del nivel superior.
Los artículos mencionados a la letra dicen:

Artículo 8. Una vez establecido el cupo para cada carrera o plantel y la oferta de ingreso establecida para el concurso de selección, los aspirantes serán seleccionados según el siguiente orden:
- a)Alumnos egresados de la Escuela Nacional Preparatoria y del Colegio de Ciencias y Humanidades que hayan concluido sus estudios en un máximo de cuatro años, contados a partir de su ingreso, con un promedio mínimo de siete.
- b)Aspirantes con promedio mínimo de siete en el ciclo de bachillerato, seleccionados en el concurso correspondiente, a quienes se asignará carrera y plantel, de acuerdo con la calificación que hayan obtenido en el concurso y hasta el límite del cupo establecido.

En cualquier caso se mantendrá una oferta de ingreso a egresados de bachilleratos externos a la UNAM.
Artículo 9. Los alumnos egresados del Bachillerato de la UNAM que hayan terminado sus estudios en un máximo de tres años y con un promedio mínimo de 9.0 tendrán el ingreso a la carrera y plantel de su preferencia. Los tres años se contarán a partir del cuarto año en la Escuela Nacional Preparatoria y del primer año en el Colegio de Ciencias y Humanidades.

Artículo 10. Los alumnos de la Escuela Nacional Preparatoria y del Colegio de Ciencias y Humanidades que hayan concluido sus estudios en un plazo mayor de cuatro años y con un promedio mínimo de 7.0, podrán ingresar al ciclo de Licenciatura mediante el concurso de selección.

De acuerdo a este artículo la UNAM distribuye los lugares disponibles, dando preferencia a los promedios más altos de la institución, pasando a segundo término promedios menores o igual a 8 debido a la alta demanda, quedando excluidos todos los estudiantes con promedios menores a 7.0 (rubro establecido por la mayoría de universidades públicas del país). Posteriormente los lugares restantes son ofertados a los egresados que no reúnen los requisitos para tener pase reglamentado y de otros bachilleratos con base en el resultado que hayan obtenido el correspondiente examen de selección.

## Historia

### Exámenes de selección
En el año de 1962 se aplicó por primera vez el examen de selección: se admitieron 10 000 alumnos y se rechazaron más de mil, abriendo con ello un nuevo frente de oposición estudiantil: la lucha en contra de que se aplicara este examen a los alumnos egresados de la Escuela Nacional Preparatoria, preludiando así movimientos futuros de rechazados.
El rector de la UNAM, Ignacio Chávez, presentó la iniciativa de eliminar el pase automático pero esta modificación duraría poco tiempo pues fue rechazada por los estudiantes quienes exigieron un cambio al modelo anterior.

### Origen del pase
En 1966 surgió una huelga en la Facultad de Derecho debido a problemas con el director, dicho movimiento exigió su renuncia y este declaró que no buscaría la reelección. La situación se salió de control y de 28 escuelas de Ciudad Universitaria 11 estallaron en huelga. Estudiantes de la preparatoria aprovecharon la situación para exigir el pase automático a licenciatura.
Los estudiantes de Derecho dieron al rector 24 horas para que resolviera su pliego petitorio en el que no se incluía el pase automático.
El 28 de abril de 1966 se creó el consejo estudiantil universitario (CEU), quienes se alejaron de las demandas iniciales y exigieron entre otras cosas más prestaciones sociales para los estudiantes y el pase automático. Aclararon que quien tomara el lugar del rector Chávez debería dar solución a su pliego petitorio, pues de no hacerlo se resevaban el derecho de vetarlo.
El 5 de mayo, la junta de gobierno designó como rector al ingeniero Javier Barros Sierra, quien dijo que restablecería el pase automático, y analizaría sus demás exigencias, con lo cual los estudiantes aceptaron su designación.

### Crisis en la UNAM
Siendo rector, Jorge Carpizo MacGregor presentó un documento titulado "Fortaleza y debilidad de la UNAM" en el que presenta un análisis minucioso de los problemas que debía superar la Universidad y los elementos con los que contaba para hacerlo, gran parte de este análisis se enfoca en el ingreso y permanencia en la UNAM. Como resultado Carpizo presentó 26 propuestas para modernizar a la UNAM, entre las cuales se encontraban modificaciones al pase automático, cobro de cuotas por exámenes extraordinarios, modificación de planes de estudio entre otras.
La primera propuesta del documento es: “Ingreso en la licenciatura exclusivamente a través del concurso de selección, salvo para los estudiantes del bachillerato de la propia Universidad que hayan realizado ese ciclo académico en tres años y hayan obtenido un promedio mínimo de 8”.
Ésta iniciativa limita el que en ese entonces era el pase automático, el cual establecía lo siguiente:

Artículo 7
Una vez establecido el cupo para cada carrera o plantel, los aspirantes serán seleccionados según el siguiente orden:
- A. Alumnos egresados de la Escuela Nacional Preparatoria o del bachillerato del Colegio de Ciencias y Humanidades:
- B. Aspirantes con promedio mínimo de siete en el bachillerato, aprobados en el concurso de selección, con la siguiente prioridad:
  - 1-Egresados de escuelas del Distrito Federal incorporadas a la UNAM.
  - 2-Egresados de escuelas de provincia incorporadas a la UNAM.
  - 3-Egresados de Escuelas del Distrito Federal no incorporadas a la UNAM.
  - 4-Egresados de escuelas de provincia no incorporadas a la UNAM.

En los casos 2 y 4 sólo se atenderán solicitudes de inscripción para carreras que no se impartan en la Universidad de la entidad federativa donde el aspirante realizó sus estudios.

Esta y otras propuestas que contenía el documento causaron polémica al interior de la Universidad, lo que originó una huelga en la que los estudiantes exigieron que no se limitara el pase automático, debido a que afectaba de manera directa intereses de los estudiantes y de los académicos, considerando que era antidemocrático.

### Reforma tardía
En 1997 el rector Francisco Barnés de Castro presentó una propuesta para reformar el pase automático, con lo que se comenzó a aplicar examen de selección a:
- Egresados de escuelas del Distrito Federal incorporadas a la UNAM.
- Egresados de escuelas de provincia incorporadas a la UNAM.
- Egresados de Escuelas del Distrito Federal no incorporadas a la UNAM.
- Egresados de escuelas de provincia no incorporadas a la UNAM.

Con lo que los egresados de la ENP y el CCH, serían a partir de ese momento los únicos que gozarían de los beneficios sumando ciertos requisitos del ahora pase reglamentado. Esta reforma surgió debido a la creciente demanda de ingreso por medio del examen de selección a nivel superior, pues los lugares son limitados y la mayoría se reparten entre los beneficiarios del pase, con lo que cada año eran rechazados miles de aspirantes. Esta reforma trajo mínimos beneficios y aunque se planeó eliminar el pase por completo fue imposible debido a la huelga estudiantil de la UNAM (1999-2000) en la que se exigió entre otras cosas que el pase volviera a ser como originalmente había sido concebido en 1966.

## Controversia
Este mecanismo ha generado mucha controversia dentro y fuera de la UNAM debido a que los jóvenes egresados de otras instituciones de educación media superior se ven obligados a presentar examen de admisión. Por este medio les resulta muy difícil ingresar a la UNAM debido a que la mayoría de los lugares son ocupados principalmente por estudiantes que ingresaron a través del pase reglamentado y por los puntajes elevados que cada facultad exige obtener en el examen.
Algunos aspirantes externos a la UNAM que tienen que presentar el examen de admisión han argumentado que el pase reglamentado es un mecanismo que crea una situación de desventaja para los egresados de otras instituciones de educación media superior públicas y privadas.

### Mecanismo de evaluación
Se ha discutido su pertinencia como mecanismo de evaluación, pues el pase no es una forma objetiva para determinar si un aspirante cumple con los conocimientos necesarios para ingresar al nivel superior, al respecto se han presentado argumentos a favor que dicen que si un joven aprueba las materias del bachillerato UNAM, dicha institución lo avala; sin embargo, hay quienes opinan lo contrario y argumentan que evaluar una asignatura no es igual a evaluar un examen general de conocimientos, y que debido a esto el pase automático no es un mecanismo idóneo, pues no descansa sobre la evaluación de factores estrictamente académicos.

“Quizás que, en términos discretamente arraigados en el sentido común, si un examen se pasa automáticamente, ni el examen evalúa, ni pasarlo es una aprobación: lo único que es real es que es automático. Que el pase automático sería un logro ‘social’, no educativo, aunque sus consecuencias sean a la vez educativas y sociales.”

Por otra parte, el propio planteamiento de Guillermo Sheridam, carece de objetividad, pues no es una sola asignatura contra un examen lo que se analiza, sino pasar 71 materias en un lapso de 3 años, con calificación mínima de 9 para obtener la carrera deseada, esto sin tomar en cuenta que durante esos 3 años se presentan trabajos y exámenes parciales y finales que permiten una evaluación más precisa del aprendizaje del alumno, mientras que a los estudiantes externos les basta tener un promedio mínimo de 7 para poder acceder a un examen que no permite incluir en 120 preguntas, los conocimientos adquiridos durante 3 años.

### Indígenas
El artículo 2 de la Constitución consagra la protección a las comunidades indígenas otorgándoles los mismos derechos que a la población en general, pero además contiene preceptos específicos que buscan eliminar las desigualdades que limitan su desarrollo.

Artículo 2: La nación mexicana es única e indivisible. 

La nación tiene una composición pluricultural sustentada originalmente en sus pueblos indígenas que son aquellos que descienden de poblaciones que habitaban en el territorio actual del país al iniciarse la colonización y que conservan sus propias instituciones sociales, económicas, culturales y políticas, o parte de ellas.
[…]
B. La federación, los estados y los municipios, para promover la igualdad de oportunidades de los indígenas y eliminar cualquier práctica discriminatoria, establecerán las instituciones y determinarán las políticas necesarias para garantizar la vigencia de los derechos de los indígenas y el desarrollo integral de sus pueblos y comunidades, las cuales deberán ser diseñadas y operadas conjuntamente con ellos. 
Para abatir las carencias y rezagos que afectan a los pueblos y comunidades indígenas, dichas autoridades, tienen la obligación de:
[…]

II. Garantizar e incrementar los niveles de escolaridad, favoreciendo la educación bilingüe e intercultural, la alfabetización, la conclusión de la educación básica, la capacitación productiva y la educación media superior y superior. Establecer un sistema de becas para los estudiantes indígenas en todos los niveles. Definir y desarrollar programas educativos de contenido regional que reconozcan la herencia cultural de sus pueblos, de acuerdo con las leyes de la materia y en consulta con las comunidades indígenas. Impulsar el respeto y conocimiento de las diversas culturas existentes en la nación.

En la educación superior, la inequidad es tan evidente que mientras en la población urbana de mediano ingreso, el 80 % de los jóvenes tiene acceso a la educación superior, en la población rural solo el 3 % del grupo de edad entre 19 y 23 años puede aspirar a ella, pero solo el 1 % ingresa a instituciones de educación superior y menos del 0,2 % egresan y se titulan. La población indígena en México está conformada por más de 13 millones de personas, de un total de casi 105 millones de habitantes que tiene el país.
La situación de desigualdad que enfrentan los jóvenes pertenecientes a alguna comunidad indígena es grave.

### Autonomía universitaria
Uno de los argumentos más utilizados en defensa del pase, es que la universidad goza de autonomía, sin embargo, la fracción VII del artículo 3 constitucional, que establece la autonomía universitaria no otorga facultades para determinar de forma discrecional criterios de ingreso para seleccionar a los estudiantes.

VII. Las universidades y las demás instituciones de educación superior a las que la ley otorgue autonomía, tendrán la facultad y la responsabilidad de gobernarse a sí mismas; realizarán sus fines de educar, investigar y difundir la cultura de acuerdo con los principios de este artículo, respetando la libertad de cátedra e investigación y de libre examen y discusión de las ideas; determinarán sus planes y programas; fijarán los términos de ingreso, promoción y permanencia de su personal académico; y administrarán su patrimonio. Las relaciones laborales, tanto del personal académico como del administrativo, se normarán por el apartado a del artículo 123 de esta Constitución, en los términos y con las modalidades que establezca la ley federal del trabajo conforme a las características propias de un trabajo especial, de manera que concuerden con la autonomía, la libertad de cátedra e investigación y los fines de las instituciones a que esta fracción se refiere.

Sin embargo, no existe prohibición expresa en dicho artículo, y ante la alta demanda de estudiantes, la universidad debe resolver de manera administrativa la selección de su matrícula estudiantil, puesto que la otra forma más viable de definir dicho ingreso, sería por sorteo, tal y como se hace en la UACM (Universidad Autónoma de la Ciudad de México), que si bien este método sería más democrático, no sería meritorio como el actual.

## Discriminación y Juicio de Amparo
Actualmente el mecanismo ha sido impugnado a través del juicio de amparo indirecto cuya autoridad resolutora es el Poder Judicial de la Federación. Los Jueces Federales quienes estudian el caso han sido el Décimo tercero y Décimo cuarto en materia Administrativa del Primer Circuito. Aún siguen en estudio los amparos en revisión por los Tribunales Colegiados en materia Administrativa del primer Circuito. El Decimonoveno Tribunal Colegiado en Materia Administrativa del Primer Circuito estudia el Amparo en Revisión 508/2017 cuyo acto reclamado es la impugnación del Reglamento General de Inscripciones de la Universidad Nacional Autónoma de México.